# 東京魔人學園劍風帖
《東京魔人學園劍風帖》是一款於1998年6月18日為PlayStation發行的冒險遊戲，後來又為任天堂DS重新製作。它是东京魔人学园传奇系列的第一部作品，也是《人之章》設置所依據的作品。